# Rina Gonoi
Rina Gonoi (japonès: 五ノ井 里奈)  (Higashimatsushima, 29 de setembre de 1999) és una judoka japonèsa i antiga oficial de les Forces d'Autodefensa del Japó.
Va ser agredida sexualment per alts oficials masculins de les Forces d'Autodefensa, la qual cosa la va obligar a abandonar l'exèrcit després que els oficials superiors ignoressin les seves queixes d'agressió sexual. Com que Gonoi va parlar amb el seu nom real i va apel·lar a l'opinió pública, el Ministeri de Defensa va decidir dur a terme una investigació especial sense precedents a les Forces d'Autodefensa. A més, la fiscalia, que inicialment va decidir no processar el cas, decicirà si es reinicia la investigació.
A causa d'aquesta activitat, Gonoi va ser seleccionada juntament amb Eiri Alfiya com una de les seleccionades al Time 100 per la revista Time als Estats Units d'Amèrica.

## Joventut
Rina Gonoi, de Higashimatsushima, prefectura de Miyagi (Japó), va començar el judo als quatre anys d'edat i es va entrenar amb el seu germà. Va tenir l'ambició de competir als Jocs Olímpics com a lluitadora de judo.
El 2011, quan Gonoi tenia 11 anys, ella i la seva família van ser desplaçades pel terratrèmol i el tsunami del març de 2011. Gonoi es va trobar per primera vegada amb oficials de les Forces d'Autodefensa del Japó que feien operacions humanitàries; vestits elegantment, van ajudar els desplaçats a preparar cabines de bany improvisades i els van servir aigua tèbia, menjar i altres productes de primera necessitat. Gonoi admirava especialment les dones oficials i va desenvolupar un interès per unir-se a les Forces d'Autodefensa perquè un dia també pogués ajudar a les persones amb problemes.

## Carrera militar
Gonoi es va unir a les Forces d'Autodefensa del Japó el 2020, pensant utilitzar les seves instal·lacions esportives per entrenar en judo i aconseguir els seus somnis de competir als Jocs Olímpics. Tanmateix, un cop a les Forces d'Autodefensa va patir una agressió sexual diàriament. El seu primer assetjament sexual va tenir lloc a una estació de les Forces d'Autodefensa a Fukushima, on els companys masculins van comentar sexualment la mida del seu cos i els seus pits, li van fer un petó a la galta, la van palpar o l'abraçaven per darrere davant d'altres sense el seu consentiment. De vegades, els companys masculins li deien coses com «Fes-me una fel·lació».
El pitjor incident va passar durant un exercici d'entrenament de l'agost del 2021 quan un grup de tres companys, Shutaro Shibuya, Ryoto Sekine i Yusuke Kimezawa, la van convocar a una tenda de campanya on estaven bevent. Els militars estaven discutint una tècnica d'arts marcials que implicava inmovilitzar als oponents i llençar-los a terra. Van ordenar a Gonoi que se sotmetés al mètode d'asfixia. En el procés, la van lligar a un llit, van obrir les cames i van pressionar els seus entrecuix contra ella en una simulació de l'acte sexual davant dotzenes d'altres col·legues mirant i rient. Gonoi va denunciar l'agressió sexual als oficials superiors, però les seves afirmacions van ser desestimades ràpidament per falta de proves, ja que tots els companys homes que van presenciar l'agressió es van negar a declarar. Després va informar a una autoritat de les Forces d'Autodefensa més superior, però de nou la seva reclamació va ser desestimada per falta de proves i no es va fer cap acció. Això la va obligar a abandonar l'exèrcit el juny de 2022.

## Descripció de l'incident
Gonoi es va unir a la Força d'Autodefensa Terrestre l'abril de 2020 i va ser assignada a la guarnició de Kōriyama, a la prefectura de Fukushima. Menys del 10% de la força era femenina, i sovint eren assetjades sexualment, incloent-hi ser abraçades per membres masculins als passadissos i tocaments als pits. Mentre estava de servei, un membre va dir: «Fem judo?», mentre agafava la cintura d'en Gonoi i començava a sacsejar els malucs fent la postura del gosset.

### 2021
Al juny, durant una sessió d'entrenament a les muntanyes, Gonoi es va veure obligada a entrar en una petita tenda de campanya , li van acariciar els pits, la van fer un petó i es va veure obligada a tocar els genitals d'un company. Gonoi va informar de l'incident al comandant de la companyia, però li va dir: «No és assetjament sexual, és només part de la comunicació». A causa de l'estricta jerarquia dins de les Forces d'Autodefensa, Gonoi va es va preguntar: «Què està passant?».
A l'agost, Gonoi va participar en un entrenament local. Quan Gonoi estava preparant el menjar per al sopar, se li va demanar que s'assegués al cercle de la festa, un company li va dir: «El menjar està bé, així que diverteix-te». Un membre masculí de l'equip va realitzar una tècnica de judo a Gonoi, la va tirar al terra, va separar les seves les cames a la força, es va posar sobre ella, va pressionar la part inferior del cos contra la d'ella i va començar a moure els malucs. També es diu que altres dos membres masculins van cometre actes similars.
Després d'aquesta agressió sexual, a Gonoi se li va diagnosticar un trastorn d'adaptació i va prendre una excedència de les Forces d'Autodefensa. També va denunciar l'assumpte al Departament 1 de la Prefectura, que és la Divisió d'Afers Generals i Personal de les Forces d'Autodefensa, però no va rebre la resposta esperada. També es va presentar un informe de danys al cos policial i es va realitzar una inspecció in situ el setembre de 2021.

### 2022
Els tres agressors van ser derivats a la fiscalia sota càrrecs d'indecència per la força, però el 31 de maig, l'Oficina del Fiscal del Districte de Fukushima va decidir no processar-los. En resposta a això, Gonoi va reunir proves addicionals i va presentar una denúncia davant el Comitè de Fiscalia el 7 de juny.
Al juny, Gonoi es va retirar de les Forces d'Autodefensa. Immediatament després que Gonoi anunciés la seva agressió sexual a YouTube a finals de juny, els comentaris al vídeo i els missatges directes a 𝕏 es van inundar d'intenses calúmnies i insults sobre la seva aparença física. Gonoi va reflexionar: «Estava preparada per al risc de revelar el meu nom, però no pensava que seria tan dolent. Hi va haver moments en què em vaig preguntar si tenia sentit viure».
El 31 d'agost, Gonoi va presentar una llista de sol·licituds i signatures al Ministeri de Defensa exigint una investigació justa i prevenció de la recurrència. Com a resultat de l'apel·lació de Gonoi abans de presentar la petició, es van rebre més de 100 casos d'assetjament sexual a les Forces d'Autodefensa, i es van recollir aproximadament 106.000 signatures.

## Suport

### Fiscalia
El 9 de setembre de 2022, es va revelar que el Comitè de la Fiscalia de Kōriyama va votar el 7 de setembre que el «no processament» del cas era injust. Com a resultat, s'espera que la decisió de no processar el cas es revoqui el maig de 2022 i es reiniciï la investigació.

### Ministeri de defensa

#### Inici de la inspecció especial de defensa
El 6 de setembre de 2022, el Ministeri de Defensa japonès va anunciar que realitzaria una inspecció especial a les Forces d'Autodefensa pel que fa a l'assetjament sexual. Aquesta va ser la sisena vegada en cinc anys que es realitza una inspecció especial, des de la investigació del 2017 per d'ocultació dels informes diaris al Sudan del Sud, i la primera vegada que es realitza sobre assetjament sexual.
El ministre de Defensa, Yasuichi Hamada, va dir en una conferència de premsa el 6 de setembre: «El Ministeri de Defensa i les Forces d'Autodefensa fa temps que treballen en mesures per prevenir l'assetjament sexual, però el nombre de consultes continua augmentant, i continua sent un problema greu. L'assetjament és una violació dels drets humans fonamentals i no s'ha de permetre que es produeixi», i va anunciar la creació d'un grup d'experts per considerar contramesures dràstiques.
El 13 de setembre de 2022, el Ministeri de Defensa va començar la inspecció especial de defensa (amb una data límit a finals d'octubre, es va investigar als 300.000 membres de les Forces d'Autodefensa i l'estat real de l'assetjament. Els resultats de l'inspecció es van posar a disposició del públic).
El 15 de desembre de 2022, el Ministeri de Defensa va anunciar que una inspecció especial de defensa de totes les organitzacions dependents del Ministeri havia rebut 1.414 denúncies d'assetjament a finals de novembre; hi va haver 1256 casos d'assetjament de poder, 116 casos d' assetjament sexual, 34 casos d' assetjament maternal i 91 casos d'altres danys.

#### Investigació dels fets i declaracions
El 29 de setembre de 2022, el Ministeri de Defensa va reconèixer en una conferència de premsa regular que Gonoi havia estat agredida sexualment per diversos membres dins de les Forces d'Autodefensa. El Cap d'Estat Major de Terra, Keihide Yoshida, va inclinar el cap i va dir: «En nom de la Força d'Autodefensa Terrestre, m'agradaria oferir les meves més profundes disculpes».
També es va publicar una disculpa titulada Del Cap de l'Estat Major de Terra a tothom al lloc web oficial de la Força d'Autodefensa de Terra. El Ministeri de Defensa va declarar que dins de la unitat de Gonoi, «els comentaris sexuals i el contacte físic es feien obertament diàriament» i que Gonoi va ser «enfrontada per diversos membres mentre treballava en una estació de guàrdia» a la tardor del 2020. El juny de 2021, «un membre de l'equip li va tocar i va fer comentaris sexuals en una tenda instal·lada durant l'entrenament», i l'agost de 2021, «la van empènyer al dormitori durant l'entrenament». El fet que l'agressor va entrar en contacte físic amb Gonoi i la va mantenir en silenci va ser reconegut com a assetjament sexual. Des que es va iniciar una investigació l'agost de 2021 a partir de la denúncia de Gonoi, s'han entrevistat aproximadament 100 membres de la guarnició de Gonoi i Koriyama, i s'ha confirmat que hi havia altres membres femenins que havien patit una violència sexual similar (la investigació del Ministeri de Defensa continua, i la política és confirmar els detalls i prendre mesures disciplinàries contra els implicats). Yoshida va explicar: «Vam tenir en compte el pes i el dolor de revelar el seu nom real i queixar-nos del dany».
El mateix dia, Kazuhito Machida (director general de l'Oficina d'Educació del Personal del Ministeri de Defensa) i Fumio Fujioka (director general del Departament d'Educació del Personal Executiu de l'Estat Major de Terra), es van reunir amb Gonoi a l'edifici de la Cambra de Representants i tots dos van demanar disculpes.
En una conferència de premsa posterior, Gonoi va dir amb llàgrimes als ulls: «Crec que és massa tard perquè es reconegui l'agressió sexual. M'agradaria veure millores en aquesta àrea». A més, quan Gonoi es va retirar de les Forces d'Autodefensa Terrestre del Japó, va demanar a la seva mare que escrivís un formulari de consentiment indicant que ella no plantejaria cap objecció. Va demanar millores, dient: «És realment dolorós per a la gent que renunciï a causa de l'assetjament». En resposta, Fujioka va respondre: «No hi ha cap regla clara que requereixi un consentiment escrit, i m'agradaria respondre d'una manera que eviti malentesos o sentiments dolorosos».
En una conferència de premsa habitual el 30 de setembre, el ministre de Defensa Yasukazu Hamada va comentar el tema, dient: «Aquest és un assumpte extremadament greu, que inclou la resposta dels superiors i l'existència de múltiples incidents, i ho sento molt. Tenint en compte el situació de la víctima, hem ordenat una investigació exhaustiva, i ara que s'han confirmat els fets, reconeixem que és important aclarir-ho amb promptitud. En el futur s'adoptarà immediatament les mesures disciplinàries, i no només l'Autoritat de la Força Terrestre d'Autodefensa, però el Ministeri de Defensa en el seu conjunt treballarà encara amb més fermesa en les mesures de prevenció de l'assetjament per evitar que es produeixin incidents com aquest».
El 14 d'octubre de 2022, en una reunió del Partit Democràtic Constitucional del Japó, es va revelar que Gonoi es reuniria amb quatre membres implicats en la perpetència de violència sexual el 17 d'octubre i rebria una disculpa directa. En resposta a això, el ministre de Defensa Yasukazu Hamada va respondre a la pregunta d'un periodista en una conferència de premsa periòdica després de la reunió del gabinet, dient: «El personal de les Forces d'Autodefensa hauria de veure les coyuntures com a part de la seva educació de servei i proporcionar orientació sobre disciplina, responsabilitat, moral, etc. Reconeixem que la intenció de la persona en qüestió és important a l'hora de demanar disculpes». «En aquest cas, nosaltres, el Ministeri de Defensa i les Forces d'Autodefensa, som els responsables d'aquest tema de l'assetjament, que es basa en les accions de la unitat. Això no hauria de passar mai entre els membres de l'organització, i crec que hem d'adoptar una posició ferma i erradicar-la dins de la nostra organització». Pel que fa a l'acció disciplinària contra l'autor, des de la perspectiva de garantir una sanció acurada, «Així mateix, cal procedir al procediment polivalent que preveu el Reglament d'Execució de les Forces d'Autodefensa. Per aquest motiu, no podem fer cap general declaració sobre les perspectives d'execució de l'acció disciplinària. Tot i que això és difícil, pretenem aplicar ràpidament les mesures disciplinàries i fer-les públiques».
El 16 de desembre de 2022, el ministre de Defensa, Yasukazu Hamada, va respondre a una pregunta d'un periodista en una conferència de premsa regular, dient: «La Força d'Autodefensa Terrestre va prendre ahir mesures disciplinàries sobre l'assetjament sexual, inclosa la violència sexual contra l'antiga membre de la Força d'Autodefensa. Aquest incident demostra que l'eficàcia de les mesures contra l'assetjament del Ministeri de Defensa no ha arribat a tota l'organització, i és extremadament greu i profundament lamentable. Reconeixent que l'assetjament no s'ha de produir mai, ja que soscava la confiança mútua entre els membres i soscava la reputació de les Forces d'Autodefensa, estem implantant constantment inspeccions especials de defensa, i ahir vam fer la primera inspecció, ens agradaria establir contramesures dràstiques a partir dels resultats de les deliberacions de la reunió d'experts que es va celebrar, i treballar-hi encara més ferm amb mesures preventives». A més, en resposta a una pregunta sobre l'anunci provisional de la Inspecció Especial de Defensa que es va anunciar el dia abans, va respondre: «Per erradicar l'assetjament, és imprescindible fer una investigació exhaustiva, per la qual cosa la Prefectura d'Inspecció de Defensa ha començat a realitzar inspeccions especials de defensa dirigides a totes les Forces d'Autodefensa, i pel que fa a denúncies d'assetjament, com acabeu d'esmentar, a finals de novembre es van rebre un total de 1.414 denúncies. No es demanarà cap investigació en els casos en què no es pugui contactar amb la sol·licitant, per la qual cosa no és possible fer una avaluació només en funció del nombre de casos, això ens ho prenem molt seriosament ja que reflecteix la realitat de l'assetjament provocat pel Ministeri de Defensa, i continuarem confirmant l'estat dels danys denunciats, (...) , i ens esforçarem per comprendre a fons la situació real de l'assetjament i investigar els fets. M'agradaria seguir treballant amb ells».

### Disculpes dels implicats i conferències de premsa
El matí del 17 d'octubre de 2022, Gonoi va rebre una disculpa directa de quatre dels homes que estaven implicats en la violència sexual contra ella en un entorn privat. Gonoi va fer una conferència de premsa a la tarda i va revelar que va rebre disculpes de cadascun dels quatre homes durant aproximadament una hora, tres dels quals es van agenollar a terra i alguns es van disculpar amb llàgrimes. Gonoi va dir: «En el passat, hi ha hagut casos en què els fets no s'han reconegut i les persones en qüestió han negat els fets. Abans de conèixer-nos, tenia por i tenia diverses emocions, però com que el meu objectiu era demanar les seves disculpes, vaig sentir fermament que havia de demanar el perdó dels perpetradors. Durant la disculpa, vaig plorar. Vaig pensar que era massa tard, però vaig pensar que finalment havia arribat el dia», descrivint els seus sentiments en el moment. Quan van preguntar a Gonoi per què no va admetre l'agressió al principi, va donar respostes com «No volia que la meva família ho sapiguès» i «Estava defensant els altres companys». Tanmateix, alguns membres masculins van dir: «Després de veure que un de nosaltres tenia el coratge de dir la veritat a YouTube i Internet, vaig començar a voler dir la veritat». Gonoi va llegir en veu alta una carta que va rebre del seu agressor, que deia: «Em sap molt greu que el teu somni de ser activa a les Forces d'Autodefensa hagi estat destruït per les meves accions descuidades». A petició de Gonoi, «per consideració a les famílies dels soldats», la carta de disculpes no incloïa el nom de l'autor i es va mantenir l'anominat.
Gonoi va dir en una conferència de premsa: «Això no és una cosa que es pugui perdonar amb una disculpa, és una cicatriu per a mi, així que vull que assumeixin la responsabilitat del que van fer i expiïn els seus crims». Gonoi també va mostrar consideració per les famílies dels soldats, dient als quatre perpetradors: «Tots quatre tenen dones i fills, i tots estan esperant que els perpetradors tornin de l'entrenament. Crec que l'ofensa sexual comesa. a l'interior de l'edifici hi va haver una traïció no només a mi, sinó també a la meva família». També els va dir: «Recordeu no causar dolor a les persones en qui confieu, i a partir d'ara no cometeu cap delicte. Vull que visqueu la vostra vida fent esmenes». Al final de la conferència de premsa, Gonoi va dir: «Va ser una batalla amb un futur incert, però tot i que cada dia em deien moltes coses, vaig continuar creient en mi mateixa. Va ser molt tard per rebre una disculpa directa de part dels autors, però el propòsit de l'incident s'ha complert, així que aquest és el final de la història». Va indicar que utilitzaria aquesta disculpa directa com a trencament i deixaria l'assumpte en mans de la fiscalia. de la investigació. A continuació, va expressar el seu profund agraïment a tots aquells que l'han ajudat, dient: «Hi ha hagut tanta cooperació per arribar a aquest punt, i m'agradaria aprofitar aquesta oportunitat per expressar el meu sincer agraïment». «A partir d'ara, vull fer el que pugui per fer somriure i ajudar els altres, no com a víctima, sinó com a ésser humà, i simplement viure la meva vida a la meva manera», va concloure la roda de premsa.
El mateix dia, els quatre homes implicats en l'acte de violència sexual van anunciar que tenien la intenció de retirar-se de les Forces d'Autodefensa i que estaven esperant el càstig. També va admetre davant les autoritats d'investigació que havia comès una agressió sexual  i va prometre «dir la veritat sense mentir» i «admetre els fets i expiar els seus crims». També va esmentar l'agressió sexual a altres dones de les Forces d'Autodefensa.
Gonoi també va parlar d'altres membres del servei que van patir agressions sexuals, dient: «M'agradaria que ningú que hagi denunciat els danys a la Inspecció Especial de Defensa es vegi obligat a retirar-se. Espero que responguin amb cura per resoldre el problema».
El 19 de desembre de 2022, Gonoi va celebrar una conferència de premsa al Club de Corresponsals Estrangers del Japó i va anunciar que havia rebut una oferta d'acord de tres antics membres que estaven implicats en violència sexual contra ella. Els antics membres li van oferir una liquidació de 300.000 iens (1900 €) per persona, i Gonoi tenia la intenció d'acceptar l'oferta, però un advocat que representava als antics membres va dir: «Tinc dubtes sobre si aquest és un cas en què es demanarà responsabilitat individual». Com a resultat, Gonoi va dir: «Crec que la gent està menyspreant el dany causat per aquesta fet més que per la quantitat de diners». Aleshores van preguntar als antics membres del grup: «Com accepteu l'agressió sexual i com assumireu la responsabilitat?» i encara estan esperant una resposta. El govern japonès també està considerant presentar una demanda per reclamar una indemnització a l'Estat. Després de retirar-se de les Forces d'Autodefensa al juny i començar a denunciar agressions sexuals a YouTube; Gonoi es va veure inundada de calúmnies anònimes a les xarxes socials, alguns dels comentaris maliciosos van ser denunciats a la policia. També va denunciar a qui els havia enviat. A la roda de premsa, Gonoi va recordar: «A la unitat a la qual pertanyia, l'assetjament sexual era tan rampant que era com una comunicació, i els meus sentits estaven paralitzats», i va afegir: «Crec que les Forces d'Autodefensa canviaran. Si no ho fan, hauran més víctimes d'assetjaments sexuals».
El 22 de desembre de 2022, Gonoi va anunciar al seu 𝕏 que la seva «petició de jubilació» va ser reconeguda com un «accident en l'exercici de les seves funcions» per la Força d'Autodefensa Terrestre del Japó, i es va publicar per la seva jubilació es va canviar a un rang després de ser ascendida a capitana de primera classe.

### Informes
Gonoi, que va aparèixer en directe a ABEMA Prime el 5 d'octubre de 2022, va explicar per què va dir que era «massa tard» a la conferència de premsa, dient: «Aquesta és una història que podria acabar en un dia. Això és el que estic buscant. Demano les seves disculpes. Van trigar tant a causa de les negociacions d'anada i tornada i encobriments, i quan les coses es van posar serioses, es va fer una nova investigació i es van reconèixer els fets. Si la investigació s'hagués fet fet en primer lloc, no m'hauria abandonat. Crec que aquesta vegada ens vam adonar de com vam descuidar la investigació inicial». Va afegir: «No té sentit només aixecar la veu, tret que hi hagi una solució. Per descomptat, vull que els autors es disculpin, però l'altre propòsit de l'acusació era millorar fonamentalment les Forces d'Autodefensa. És increïble que hi hagi hagut casos com aquest en el passat, en què l'assetjament sexual i l'assetjament de poder s'han demandat i resolt als tribunals, però m'agradaria veure un entorn on els nous reclutes tant dones com homes puguin treballar còmodament». Gonoi també va dir: «No tots els membres de les Forces d'Autodefensa són així, i crec que és una feina realment meravellosa», i va afegir: «Fins i tot quan dic a les dones que he estat víctima d'aquesta manera, la resposta és, 'Això és normal'. Hi va haver moments en què m'ho vaig repensar. És un estat de paràlisi, així que crec que hem de tornar a educar a fons tots els membres sobre l'assetjament, inclòs què constitueix assetjament sexual i què constitueix assetjament de poder».
També va aparèixer al programa Miho Takemoto, una antiga oficial de primera classe de la Força d'Autodefensa Marítima que va ser pionera en les files del personal femení de les Forces d'Autodefensa, i també va servir com a professora a temps parcial a la Universitat de Dones de Nara, en un moment en què encara no s'havia promulgat la Llei d'Igualtat d'Oportunitats Laborals. «Originàriament era una societat dominada pels homes, i em vaig submergir en aquesta mentalitat». En aquell moment, em van preguntar: «Per a què serveixen les noies aquí?». «L'ambient general era així. Em vaig incorporar a l'empresa com a candidata a funcionaris executives, i no hi ha dubte que hi va haver casos en què algunes de les membres van haver de passar per dificultats. Em vaig quedar una mica sorpresa quan va sortir a la llum que hi havia una cosa així». Takemoto, que també té experiència com a directora d'una escola, va dir sobre l'incident: «Crec que és similar a la naturalesa de l'assetjament escolar. És una qüestió de lideratge, independentment del gènere, i dels caps de l'organització, com ara els comandants d'unitats. Serà difícil resoldre el problema tret que identifiquem i eliminem correctament els problemes». Takemoto també va parlar de la disculpa de Keihide Yoshida , dient: «Aquesta vegada, el mateix cap de l'estat major de l'exèrcit es va disculpar. És algú amb qui he treballat abans, i crec que a partir d'ara portarà un gran matxet. Tinc moltes esperances en això».
Sobre el tema de l'agressió sexual que va patir Gonoi, Komaki Matsuda, una periodista autònoma graduada a l'Acadèmia de Defensa Nacional i autora del llibre Dones de l'Acadèmia de Defensa Nacional, va dir en una entrevista al Mainichi Shimbun: «Després de l'acusació, vaig entrevistar el personal de les Forces d'Autodefensa. La majoria de la gent va dir: 'Això no hauria de passar' i 'Mai he sentit a parlar d'això a la meva zona', però també van dir: 'Hi ha assetjament sexual i assetjament de poder a les Forces d'Autodefensa'». La raó d'això és que «el tema de l'assetjament no es reconeix adequadament i que algunes persones no s'adonen que el comportament és assetjament sexual. Les Forces d'Autodefensa tenen dificultats per aixecar la veu en una societat jeràrquica, i dins de les Forces d'Autodefensa, on la 'força' és important, revelar l'assetjament es veu com a 'feble', per la qual cosa és difícil demana ajuda, i és difícil suportar-se o esforçar-se massa. Hi ha molta gent que ho fa». Hi ha molt poques dones en posicions de combat a la Força d'Autodefensa Terrestre del Japó, i pateixen assetjament perquè creuen que «només pots ser un soldat si suportes coses dures». Hi ha una necessitat d'un entorn a les Forces d'Autodefensa on quan un membre de les Forces d'Autodefensa intenta aturar l'assetjament, no sigui descartat per estar de mal humor. Va expressar l'opinió que «les Forces d'Autodefensa també són éssers humans, i cal educar-los que no han de tolerar la negació de la seva individualitat». Pel que fa a la disculpa de Yoshida Keihide, Matsuda va dir: «Sembla que feia temps que planejava contramesures d'assetjament, així que crec que aquesta disculpa es va fer per vergonya. Si fos l'anterior cap de gabinet, no hauria hagut disculpes tan ràpidament. No hauria passat». No obstant això, d'altra banda, «molta gent creu que la naturalesa de les Forces d'Autodefensa no canviarà. Tot i que en el passat s'han produït incidents similars, res ha canviat», i «mai hi ha hagut un incident que hagi provocat tants danys com aquest». Hi ha veus que diuen: «En una època en què la gent és sensible a l'assetjament, no farem res arriscat» i «No hem fet res per avergonyir-los». La realitat és que només uns pocs, i molts altres membres de les Forces d'Autodefensa, pensen que això no hauria de passar, però d'alguna manera ho tracten com si fos un problema d'una altra persona. S'ha iniciat una inspecció especial de defensa per investigar els danys reals causats per l'assetjament. «Sóc escèptica que sigui eficaç per millorar la situació», va dir, expressant dubtes sobre la millora de la constitució de les Forces d'Autodefensa. «En aquest cas, la dona no va ser respectada com a persona. Abans d'assetjar la gent, hem de reafirmar que la missió del personal de les Forces d'Autodefensa és la defensa nacional. En una organització que assumeix missions perilloses, el més important és una relació de confiança. Crec que la millor manera d'evitar l'assetjament és construir una relació de confiança tot confirmant la humanitat de cada persona, independentment del gènere», va dir, analitzant l'essència de les Forces d'Autodefensa. A Komaki Matsuda li preocupa que si la tendència dins de les Forces d'Autodefensa, on és difícil que la gent es pronunciï i l'assetjament sexual segueix sota la catifa, no tindran més remei que denunciar externament com Gonoi. «Em temo que això ho farà. donar als partits de l'oposició una excusa per atacar les Forces d'Autodefensa, i també hi haurà veus d'abús que diuen: 'No deshonreu les Forces d'Autodefensa'».
Yukiko Tsunoda, una advocada que ha gestionat molts casos de violència sexual, va assenyalar el problema amb l'estructura organitzativa de les Forces d'Autodefensa, preguntant-se: «Per què es va trigar tant a demanar disculpes?». «Tant l'agressor com l'organització haurien demanat disculpes en el moment de la denúncia si sabessin que la dignitat humana havia estat perjudicada. Per què Gonoi no va tenir més remei que denunciar les seves violacions de drets humans fora de les Forces d'Autodefensa? Per què la víctima? Acabar en una situació en què va haver de fer servir un coratge especial?». Va qüestionar: «L'assetjament sorgeix d'una relació de poder desequilibrada. No necessitem una declaració per canviar l'organització en una de 'democràtica i de garanties dels drets humans' perquè és vulnerable a danys?». A més, les lleis nacionals del Japó no prohibeixen l'assetjament per se, i el Japó no ha ratificat la Convenció de sobre l'eliminació de la violència i l'assetjament en el món laboral de l'Organització Internacional del Treball. A més, pel que fa al clima social que envolta l'agressió sexual, «Mai oblidaré l'entrevista en què un home va dir una vegada: 'Tocar el cul d'una dona és un lubricant per a les relacions'». Tot i que aquests informes han estat habituals, l'opinió pública ha anat canviant lentament en els últims anys a causa de la propagació del moviment #MeToo. Després d'això, «la política ha de prendre mesures, inclosa la reforma organitzativa de les Forces d'Autodefensa», va dir, comentant els temps canviants.
En resposta a les acusacions de Gonoi, la periodista Shiori Itō va dir: «Tot i que la tendència de la societat ha canviat amb #MeToo, s'ha d'haver sentit aïllada i indefensa. Es va enfrontar bé a una gran organització».
El 1r de desembre de 2022, Gonoi va ser seleccionada com una de les 25 dones més influents de 2022 pel Financial Times. El setembre de 2023, va ser seleccionada al Time 100 de Time de l'edició de 2023.

### Mesures disciplinàries
El 15 de desembre de 2022, el Ministeri de Defensa va reconèixer gairebé tots els denúncies de violència sexual de Gonoi i va sancionar i acomiadar els cinc membres (sargents de 1ª a 3ª) que estaven directament implicats en l'agressió sexual. A més, el comandant de la companyia (tinent de 1a classe) que va rebre una denúncia d'agressió sexual de Gonoi però no ho va denunciar al comandant del batalló va ser suspès durant sis mesos, i un tinent de 3a classe que va fer comentaris sexuals a Gonoi en un incident separat va ser increpat. Es va anunciar que el comandant del batalló (coronel de l'exèrcit de 2a classe) i el comandant del regiment (coronel de l'exèrcit de 1a classe), que van ser interrogats sobre les seves responsabilitats de supervisió, van rebre advertències i altres càstigs. Tots els subjectes a càstig són homes, i tots han reconegut els fets implicats. D'altra banda, també es va revelar que el membre que va ser acomiadat recentment també estava assetjant sexualment un altre membre femení.
En una conferència de premsa regular el dia 15, el cap de l'Estat Major de Terra Keihide Yoshida va dir: «Prendrem mesures exhaustives per crear una cultura organitzativa que no toleri l'assetjament». Pel que fa a aquesta conferència de premsa habitual, Gonoi va publicar al seu compte de 𝕏: «Independentment de la gravetat del càstig, vull que assumeixi la responsabilitat de bona fe».

### Judici civil
El 30 de gener de 2023, Gonoi va celebrar una conferència de premsa al Japan National Press Club en presència d'un advocat i va sol·licitar un total de 7,5 milions de iens (47.250 €) per danys a cinc membres de les Forces d'Autodefensa que van cometre agressions sexuals, i es va presentar al tribunal de districte una demanda civil al govern japonès. L'advocat que representava els cinc homes els va ordenar que paguessin un total de 5,5 milions de iens (34.650 €), així com 2 milions de iens (12.600 €) segons la Llei de compensació nacional, al·legant que el fet que Gonoi no va prendre les mesures adequades quan es va queixar d'una agressió sexual constituïa una violació de la llei el seu deure de cura. Durant la roda de premsa, Gonoi va dir: «No volia presentar una demanda si és possible, però des de les negociacions d'acord al desembre, no hi ha hagut resposta per part dels agressors, i em temo que si les coses continuen així, l'assetjament continuarà sense remordiments». Durant la roda de premsa, Gonoi va emfatitzar repetidament: «Encara estimo les Forces d'Autodefensa, i ser membre de les Forces d'Autodefensa és una professió meravellosa. Vull que les dones treballin en un entorn on es puguin sentir segures».
Es va arribar a un acord amb un d'ells al Tribunal de Districte de Yokohama el 3 d'octubre de 2023. Segons el document d'acord, un antic oficial de les Forces d'Autodefensa es va disculpar profundament per l'agressió i l'assetjament sexual que va cometre contra Gonoi, i els dos van acceptar termes que incloïen reconèixer la seva obligació de pagar els diners de la liquidació. Es diu que la persona que va resoldre el cas és un antic oficial de les Forces d'Autodefensa que és diferent dels tres que van ser condemnats per indecència per la força.

### Judici penal
El 17 de març de 2023, la fiscalia del districte de Fukushima va acusar tres sergents de 3a classe en aquell moment que estaven implicats en l'agressió sexual a Gonoi acusats d'indecència per força. La Fiscalia del districte de Kōriyama havia decidit no processar aquestes tres persones el maig de 2022, però el Comitè de la Fiscalia de Kōriyama va resoldre el setembre de 2022 que el «no processament» era injust. El 12 de desembre del mateix any, el Tribunal de Districte de Fukushima va condemnar tots tres a dos anys de presó, amb suspensió de quatre anys. Com que ni l'acusació ni la defensa van presentar recurs en el termini del dia 26, la sentència va esdevenir ferma el dia 27.

## Incidents relacionats
El 25 de juliol de 2023, la policia de la prefectura de Kanagawa va remetre a la fiscalia un home d'uns 40 anys d'edat com a sospitòs d'haver insultat a Gonoi per haver publicat una publicació a Internet que la difamava. El 13 d'octubre, l'oficina del fiscal de Yokohama Ward offices va presentar una acusació sumaria contra l'home per menyspreu. Segons fonts, l'home és un oficial de la Força d'Autodefensa. El dia 20 del mateix mes, el ministre de Defensa, Minoru Kihara, va anunciar que la persona que havia estat acusada sumàriament era un oficial superior de la Força d'Autodefensa que pertanyia a l'Escola d'Instal·lacions de la Força d'Autodefensa Terrestre. «És veritablement lamentable, ja que soscava seriosament la confiança del públic. La Força d'Autodefensa Terrestre està investigant els fets i prendrà mesures estrictes basades en els fets revelats».

## Premis
El novembre de 2023, Gonoi va ser nomenada a la llista de les 100 dones de la BBC.